# 福原範輔
福原 範輔（ふくはら のりすけ、文政9年（1826年） - 明治26年（1893年）9月2日）は幕末期の岩国藩士で柳生新陰流の剣術家。名は至信、号は竹斎。
岩国の桂六左衛門、萩の柳生新陰流指南内藤作兵衛、筑後久留米藩の加藤田平八郎に学ぶ。後、藩主吉川経幹の世子芳之助（吉川経健）の守役に選ばれる。慶応2年（1866年）11月、南部五竹とともに建尚隊を組織、その参謀となる。戊辰戦争では建尚隊を率い北越に戦う。
明治26年（1893年）9月2日没。